# نیل دونالد والش
نیل دونالد والش (به انگلیسی: Neale Donald Walsch) (زاده ۱۰ سپتامبر ۱۹۴۳) نویسنده سرشناس آمریکایی است.او تا به حال با نوشتن هفت جلد کتاب جنجالی توانسته‌است به یکی از موفق‌ترین نویسندگان حال حاضر جهان تبدیل شود. نام کتابهای وی به شکل " ... با خدا " بوده و شامل: سه جلد کتاب «گفتگو با خدا»، دو جلد کتاب «مراقبه گفتگو با خدا»، «دوستی با خدا» و آخرین کتاب «وصل با خدا» می‌باشد.

## زندگی
به گفته خود نیل او زندگی پر فراز و نشیبی داشته و توانسته پس از چهل سال زندگی عادی و تحمل درد و رنج‌های بسیار، با نزدیک شدن به خداوند، به حد گفتگو با خدا برسد و موفقیت‌های بی‌شماری بدست آورد.
نیل دونالد والش کودکی خود را همراه با عقاید خرافاتی مادر و در کل آغشته با تفکر کاتولیکی افراط گرایانه می‌داند که همین موجب مشکلات شدید روانی برای او در طول زندگی شده‌است.
نیل دونالد والش می‌گوید که در شبی که از همه کس و همه چیز بریده بود ناگهان به خواب فرو رفت و در حالتی بین خواب و بیداری با خدا ارتباط برقرار کرد و در نهایت حاصل گفتگوهای خود را در قالب کتاب‌هایش دراختیار سایرین قرار داد.
اکثر کتابهای وی به همت مترجمان ایرانی به فارسی برگردانده شده‌اند و به جز تعداد اندکی مجوز چاپ در ایران را نیز کسب کرده‌اند.کتابهای دیگر که موفق به چاپ نشده در اینترنت منتشر گردیده و دراختیار علاقه‌مندان است از جمله کتاب وصل با خدا